# De holle heuvels
De holle heuvels (1980) (Engelse titel: The Hollow Hills), geschreven door Mary Stewart, is het tweede deel van de Merlijn trilogie, een historische roman met fantasy-elementen. De trilogie gaat over het leven van de tovenaar Merlijn uit de Arthur-legende.
Merlijn gaat naar zijn grot om te herstellen van zijn verwondingen en de ontwikkelingen af te wachten. Hoge Koning Uther trouwt met Igraine, die zwanger blijkt te zijn, maar weigert nog steeds het kind te erkennen. Besloten wordt dat het kind niet aan het hof zal worden opgevoed, maar op een geheime plek om hem te beschermen tegen zijn vijanden. Uther hoopt dat er later wettige zonen zullen worden geboren, die hem kunnen opvolgen, maar Merlijn weet uit zijn visioenen dat dit kind de volgende Hoge Koning zal worden.
Met Kerstmis wordt het kind geboren en hij wordt Arthur genoemd. Merlijn brengt hem in het geheim naar Bretagne, bij zijn vroegere kindermeid, die de eerste jaren voor hem zal zorgen. Merlijn gaat zelf op reis naar het oosten, maar met zijn helderziendheid houdt hij een oogje op de opgroeiende jongen. Als Arthur vier jaar oud is, wordt hij, nog steeds in het geheim, naar het noorden van Engeland gebracht, naar het hof van Ector, een trouwe bondgenoot van Uther, waar hij onderricht krijgt. Merlijn keert twee jaar later terug naar Engeland en reist naar het noorden. Onderweg vindt hij het zwaard van Maximus, een voormalig Romeins heerser. Van dit zwaard wordt gezegd dat alleen de rechtmatige koning van heel Engeland het kan opnemen. Merlijn reist verder naar het koninkrijk van Ector en neemt daar incognito zijn intrek in een kapel. Hij ontmoet Arthur en wordt zijn leermeester.
Als Arthur bijna veertien is, wordt Uther ziek en er is hernieuwde dreiging van de Saksers. Merlijn brengt Arthur naar Uther, die op het punt staat ten strijde te trekken tegen de Saksers. Voor dat Arthur verteld kan worden dat hij de zoon van Uther is, begint de strijd en Arthur onderscheidt zich tijdens de veldslag door grote dapperheid. De slag wordt gewonnen en Merlijn en Uther besluiten dat Arthur de volgende dag bij een samenkomst met de koningen zal worden voorgesteld als troonopvolger. Maar Arthur, die nog steeds niet weet dat hij de zoon van de Hoge Koning is, wordt die nacht verleid door Morgause, een bastaarddochter van de koning, en Arthurs halfzuster. Merlijn komt er te laat achter om het te verhinderen en ziet met het Gezicht dat uit hun samenzijn een kind zal komen, dat de dood van Arthur zal zijn.
De volgende avond stelt Uther Arthur voor aan de koningen, maar er is groot verzet, vooral van Lot, een koning die zelf Hoge Koning wil worden. Tijdens het rumoer sterft Uther aan zijn ziekte. Merlijn vertelt dan aan de koningen dat hij het zwaard bezit dat alleen de rechtmatige koning van heel Engeland kan opnemen. Hij brengt het gezelschap naar de kapel, waar hij Arthur het zwaard laat opnemen. De koningen, ook Lot, aanvaarden dit en zo wordt Arthur Hoge Koning.
De holle heuvels wordt voorafgegaan door De kristallen grot en gevolgd door De laatste betovering.